# Michael Shannon
Michael Corbett Shannon (Lexington, Kentucky, 7 de agosto de 1974) es un actor estadounidense. Shannon recibió dos nominaciones al Premio de la Academia al Mejor Actor de Reparto, por Revolutionary Road (2008) y Nocturnal Animals (2016). Recibió nominaciones al premio Screen Actors Guild y al Globo de Oro por su papel en 99 Homes (2014).
El debut cinematográfico de Shannon fue en El día de la marmota (1993). También ha aparecido en El hijo de Jesús (1999), Pearl Harbor (2001), Kangaroo Jack (2003), Antes de que el diablo sepa que estás muerto (2007), El hombre de acero (2013), La noche anterior (2015), La Forma de agua (2017), Cuchillos fuera (2019) y Tren bala (2022). Es un colaborador frecuente del director Jeff Nichols, habiendo aparecido en las películas de Nichols Shotgun Stories (2007), Take Shelter (2011), Mud (2012), Midnight Special y Loving (ambas de 2016) y The Bikeriders (2023). Interpretó al General Zod en las películas de DC Extended Universe Man of Steel (2013) y The Flash (2023).
Shannon hizo su debut en Broadway en la obra Grace de 2012. Regresó a Broadway interpretando a James Tyrone Jr. en la reposición de Long Day's Journey into Night (2016) de Eugene O'Neill, obteniendo una nominación al premio Tony . Sus papeles televisivos incluyen un papel de Nelson Van Alden en la serie dramática de época de HBO Boardwalk Empire (2010-2014), por la que ganó dos premios Screen Actors Guild . También protagonizó Nine Perfect Strangers (2021) de Hulu y George & Tammy (2022) de Showtime, la última de las cuales recibió una nominación a un premio Primetime Emmy.

## Biografía
Shannon nació en Lexington, Kentucky, nieto del entomólogo Raymond Corbett Shannon. Pasó los veranos y las navidades en Chicago, cuando su padre se mudó ahí cuando él tenía cinco años. Fue criado por sus padres divorciados, en Kentucky y Chicago, Illinois, donde su padre, Donald S. Shannon, era profesor en la DePaul University. Shannon empezó su carrera como actor de teatro en Chicago, donde ayudó a fundar el grupo de teatro A Red Orchid Theatre. Desde ese momento ha trabajado con la Steppenwolf Theatre Company, el Northlight Theatre y otros grupos. Comenzó con el papel de Peter Evans en la obra Bug en 2004 y también participó en la adaptación de 2006 junto a Ashley Judd y Harry Connick, Jr., dirigida por William Friedkin. Sus papeles en Bug, Killer Joe y Man From Nebraska fueron escritos por Tracy Letts, integrante de Steppenwolf.
Durante sus inicios, además de interesarse por la arquitectura, tomó clases de piano y más tarde tocaría la viola, el contrabajo y el bajo en grupos musicales de la escuela. Siendo ya adulto, continuaría tocando en Nueva York con su banda, llamada Corporal.

## Trayectoria profesional
Su primer papel fue como protagonista del videoclip de la banda Every Mother's Nightmare "House of Pain", donde interpreta a un problemático joven. Más tarde empezó a trabajar en el teatro en Chicago. Ayudó a fundar el A Red Orchid Theatre. Desde aquel entonces trabajó con la Steppenwolf Theatre Company, el Northlight Theatre y otras compañías teatrales.
Shannon hizo su debut en el cine con un pequeño papel en Groundhog Day en 1993 como un novio de una boda. Más tarde, tuvo papeles en Jesus' Son, Pearl Harbor, 8 Mile y Vanilla Sky e hizo el papel del villano en Kangaroo Jack. Después de un papel en Bad Boys II, tuvo un papel de mayor importancia en Grand Theft Parsons haciendo del hippie, Larry Oster-burg. En 2006, interpretó a Lynard, el líder de un grupo neonazi en la comedia Let's Go to Prison. Shannon ha aparecido en varios shows en el teatro West End de Londres, incluyendo una producción de Woyzeck dirigida por Sarah Kane. En 2008, participó de la producción off-Broadway de Stephen Adly Guirgis titulada The Little Flower of East Orange, presentada por LAByrinth Theater Company y The Public Theater, dirigida por Philip Seymour Hoffman y contó además con la actuación de Ellen Burstyn. Por su papel en Revolutionary Road, junto a Kate Winslet y Leonardo DiCaprio, fue nominado a los Premios Óscar del año 2008 como mejor actor de reparto.
En 2009, fue confirmado como integrante del reparto de la serie Boardwalk Empire, junto a Steve Buscemi, Kelly Macdonald, Michael Pitt y Stephen Graham. Estrenada en 2010, la serie es producida por Martin Scorsese y transmitida por HBO. Ambientada durante la ley seca en los años '20, Shannon interpreta a Nelson Van Alden, un agente del Departamento del Tesoro. «Es una persona muy conservadora, religiosa y fundamentalista», comentó Shannon sobre su personaje en la serie. En 2012, protagonizó al legendario asesino a sueldo Richard Kuklinski en The Iceman, que fue distribuido en mayo de 2013. Su interpretación fue muy aclamada por la crítica.
En 2013, Shannon encarnó al icono musical Elvis Presley junto a Kevin Spacey como el presidente Richard Nixon en la película Elvis & Nixon. También ese año, Shannon interpretó al General Zod, el principal antagonista en la película de Zack Snyder en El hombre de acero, y posteriormente en la secuela Batman vs Superman. Allí el cadáver del general Zod aparece en un momento crucial de la película, pero Michael Shannon no grabó ninguna escena: el cadáver fue moldeado en resina usando como base al modelo de fitness Greg Plitt para hacer el cuerpo, junto con una cabeza de Shannon previamente moldeada, aun así el nombre de Shannon fue incluido en los créditos de la película.
En 2015, fue visto en la película de drama biográfico Freeheld, así como la película de drama independiente 99 Homes como agente de la vivienda Rick Carver, un papel que le ganó aclamación de la crítica difundida, y nominaciones para el Premio Globo de Oro al mejor actor secundario, y al Motion Picture and the Screen Actors Guild Award por su actuación excepcional al mejor actor secundario. En 2016, volvió a Broadway con la aclamada obra Long Day's Journey into Night donde interpretó al personaje James Tyrone Jr. Dirigida por Jonathan Kent, compartió escenario con Jessica Lange, Gabriel Byrne y John Gallagher, Jr., la actuación de Shannon le valió una nominación a los Premios Tony como mejor actor de reparto en una obra de teatro. Por su papel en Nocturnal Animals fue nominado a los Premios Óscar del año 2017 como mejor actor de reparto.

## Música
En 2002, Shannon formó la banda Corporal, junto a Ray Rizzo y Rob Beitzel. Shannon canta y escribe las letras de la banda. En 2010 lanzaron su primer álbum, Corporal.

## Vida privada
Está casado con la actriz Kate Arrington, también integrante de Steppenwolf. Tienen dos hijas, Sylvia, nacida en el año 2008, y Marion, nacida en el año 2014. Viven en el barrio de Red Hook ubicado en Brooklyn, en la ciudad de Nueva York.

## Filmografía

### Largometrajes
| Año  | Título original                          | Papel                                 | Director                     | Ref.   |
| ---- | ---------------------------------------- | ------------------------------------- | ---------------------------- | ------ |
| 1993 | Groundhog Day                            | Fred                                  | Harold Ramis                 |        |
| 1996 | Chain Reaction                           | Repartidor de la floristería          | Andrew Davis                 |        |
| 1997 | Chicago Cab                              | Crackhead                             | Mary Cybulski & John Tintori |        |
| 1999 | Jesus' Son                               | Dundun                                | Alison Maclean               |        |
| 1999 | The Ride                                 | Jimmy                                 | Jeff Myers                   |        |
| 2000 | The Photographer                         | Maurice                               | Jeremy Stein                 |        |
| 2000 | Tigerland                                | Randy Charles                         | Joel Schumacher              |        |
| 2000 | Cecil B. Demented                        | Petie                                 | John Waters                  |        |
| 2000 | Mullitt (cortometraje)                   |                                       | Pat Healy                    |        |
| 2001 | Pearl Harbor                             | Teniente Gooz Wood                    | Michael Bay                  |        |
| 2001 | New Port South                           | Stanton                               | Kyle Cooper                  |        |
| 2001 | Vanilla Sky                              | Aaron                                 | Cameron Crowe                |        |
| 2002 | High Crimes                              | Troy Abbott                           | Carl Franklin                |        |
| 2002 | 8 Mile                                   | Greg Buehl                            | Curtis Hanson                |        |
| 2003 | Kangaroo Jack                            | Frankie Lombardo                      | David McNally                |        |
| 2003 | Bad Boys II                              | Floyd Poteet                          | Michael Bay                  |        |
| 2003 | Grand Theft Parsons                      | Larry Oster-Berg                      | David Caffrey                |        |
| 2004 | Water                                    | Bobby Matherson                       | Jennifer Houlton             |        |
| 2004 | Criminal                                 | Gene                                  | Gregory Jacobs               |        |
| 2004 | Dead Birds                               | Clyde                                 | Álex Turner                  |        |
| 2004 | Zamboni Man (cortometraje)               | Walt                                  | Seth Henrikson               |        |
| 2004 | The Woodsman                             | Rosen                                 | Nicole Kassell               |        |
| 2006 | Bug                                      | Peter Evans                           | William Friedkin             |        |
| 2006 | World Trade Center                       | Dave Karnes                           | Oliver Stone                 |        |
| 2006 | Let's Go to Prison                       | Lynard                                | Bob Odenkirk                 |        |
| 2006 | Marvelous                                | John                                  | Síofra Campbell              |        |
| 2007 | Shotgun Stories                          | Son Hayes                             | Jeff Nichols                 |        |
| 2007 | Blackbird                                | Murl                                  | Adam Rapp                    |        |
| 2007 | Lucky You                                | Ray Zumbro                            | Curtis Hanson                |        |
| 2007 | Before the Devil Knows You're Dead       | Dex                                   | Sidney Lumet                 |        |
| 2008 | Revolutionary Road                       | John Givings                          | Sam Mendes                   |        |
| 2009 | The Missing Person                       | John Rosow                            | Noah Buschel                 |        |
| 2009 | Bad Lieutenant: Port of Call New Orleans | Mundt                                 | Werner Herzog                |        |
| 2009 | My Son, My Son, What Have Ye Done?       | Brad McCullum                         | Werner Herzog                |        |
| 2010 | The Runaways                             | Kim Fowley                            | Floria Sigismondi            |        |
| 2010 | Herbert White (cortometraje)             | Herbert                               | James Franco                 |        |
| 2010 | 13                                       | Henry                                 | Géla Babluani                |        |
| 2010 | Jonah Hex                                | Dr. Cross Williams                    | Jimmy Hayward                |        |
| 2011 | Take Shelter                             | Curtis LaForche                       | Jeff Nichols                 |        |
| 2011 | Return                                   | Mike                                  | Liza Johnson                 |        |
| 2011 | The Broken Tower                         | Emile                                 | James Franco                 |        |
| 2011 | Machine Gun Preacher                     | Donnie                                | Marc Forster                 |        |
| 2012 | Mud                                      | Tío Galen                             | Jeff Nichols                 |        |
| 2012 | Premium Rush                             | Bobby Monday                          | David Koepp                  |        |
| 2012 | The Iceman                               | Richard Kuklinski                     | Ariel Vromen                 |        |
| 2012 | Happy Hour (cortometraje)                | Just Mike                             | Brian Devine                 |        |
| 2013 | Man of Steel                             | General Zod                           | Zack Snyder                  |        |
| 2013 | The Harvest                              | Richard                               | John McNaughton              |        |
| 2014 | Young Ones                               | Ernest Holm                           | Jake Paltrow                 |        |
| 2014 | They Came Together                       | Spike (cameo)                         | David Wain                   |        |
| 2014 | She's Funny That Way                     | Agente de seguridad de Macy's (cameo) | Peter Bogdanovich            |        |
| 2014 | 99 Homes                                 | Rick Carver                           | Ramin Bahrani                |        |
| 2015 | Freeheld                                 | Dane Wells                            | Peter Sollett                |        |
| 2015 | The Night Before                         | Mr. Green                             | Jonathan Levine              |        |
| 2016 | Complete Unknown                         | Tom                                   | Joshua Marston               |        |
| 2016 | Frank & Lola                             | Frank                                 | Matthew Ross                 |        |
| 2016 | Midnight Special                         | Roy                                   | Jeff Nichols                 |        |
| 2016 | Batman v Superman: Dawn of Justice       | General Zod (cameo)                   | Zack Snyder                  |        |
| 2016 | Wolves                                   | Lee Keller                            | Bart Freundlich              |        |
| 2016 | Poor Boy                                 | Blayde Griggs                         | Robert Scott Wildes          |        |
| 2016 | Elvis & Nixon                            | Elvis Presley                         | Liza Johnson                 |        |
| 2016 | Loving                                   | Grey Villet                           | Jeff Nichols                 |        |
| 2016 | Salt and Fire                            | Matt Riley                            | Werner Herzog                |        |
| 2016 | Nocturnal Animals                        | Detective Bobby Andes                 | Tom Ford                     |        |
| 2017 | Pottersville                             | Maynard                               | Seth Henrikson               |        |
| 2017 | The Shape Of Water                       | Richard Strickland                    | Guillermo del Toro           |        |
| 2017 | The Current War                          | George Westinghouse                   | Alfonso Gómez-Rejón          |        |
| 2018 | Fahrenheit 451                           | Capitán John Beatty                   | Ramin Bahrani                |        |
| 2018 | 12 Strong                                | Hal Spencer                           | Nicolai Fuglsig              |        |
| 2018 | What They Had                            | Nicky                                 | Elizabeth Chomko             |        |
| 2019 | Knives Out                               | Walt Thrombey                         | Rian Johnson                 |        |
| 2020 | The Quarry                               | Chef Moore                            | Scott Teems                  |        |
| 2020 | Echo Boomers                             | Mel Donnelly                          | Seth Savoy                   |        |
| 2021 | Heart of Champions                       | Jack Murphy                           | Michael Mailer               |        |
| 2022 | Bullet Train                             | White Death                           | David Leitch                 |        |
| 2022 | Night's End                              | Isaac Dees                            | Jennifer Reeder              |        |
| 2022 | Abandoned                                | Renner                                | Spencer Squire               |        |
| 2022 | Amsterdam                                | Henry Norcross                        | David O. Russell             |        |
| 2022 | A Little White Lie                       | Shriver                               | Michael Maren                |        |
| 2023 | The Flash                                | General Zod                           | Andy Muschietti              |        |
| 2023 | The Bikeriders                           | Zipco                                 | Jeff Nichols                 | [ 16 ] |
| 2024 | The End                                  |                                       | Joshua Oppenheimer           |        |
| 2024 | A Different Man                          | él mismo                              | Aaron Schimberg              |        |
| TBA  | Nuremberg                                | Robert H. Jackson                     | James Vanderbilt             |        |

### Series & telefilmes
| Año       | Serie                             | Papel               | Notas                  |
| --------- | --------------------------------- | ------------------- | ---------------------- |
| 1992      | Overexposed                       | Hombre joven        | Telefilm               |
| 1992      | Angel Street                      | Patrick Mulligan    | Telefilm               |
| 1998–1999 | Early Edition                     | Merle / Mr. Andrews | 2 episodios            |
| 1999      | Turks                             | Hombre              | Episodio: "Piloto"     |
| 2005      | Law & Order: Special Victims Unit | Avery Shaw          | Episodio: "Quarry"     |
| 2009      | Delocated                         | Mark                | Episodio: "Sick of It" |
| 2010–2014 | Boardwalk Empire                  | Nelson Van Alden    | 35 episodios           |
| 2018      | Waco                              | Gary Noesner        | 6 episodios            |
| 2021      | Nine Perfect Strangers            | Napoleon Marconi    | 8 episodios            |

## Premios y distinciones
Óscar
| Año  | Categoría              | Película           | Resultado |
| ---- | ---------------------- | ------------------ | --------- |
| 2009 | Mejor actor de reparto | Revolutionary Road | Nominado  |
| 2017 | Mejor actor de reparto | Nocturnal Animals  | Nominado  |

Globos de Oro
| Año  | Categoría              | Película | Resultado |
| ---- | ---------------------- | -------- | --------- |
| 2015 | Mejor actor de reparto | 99 Homes | Nominado  |

### Sindicato de Actores
| Año  | Categoría              | Película | Resultado |
| ---- | ---------------------- | -------- | --------- |
| 2015 | Mejor actor de reparto | 99 Homes | Nominado  |

### Crítica Cinematográfica
| Año  | Categoría              | Película          | Resultado |
| ---- | ---------------------- | ----------------- | --------- |
| 2016 | Mejor actor de reparto | Nocturnal Animals | Nominado  |
| 2016 | Mejor actor de reparto | 99 Homes          | Nominado  |

### Satellite
| Año  | Categoría                      | Película           | Resultado |
| ---- | ------------------------------ | ------------------ | --------- |
| 2008 | Mejor actor de reparto - Drama | Revolutionary Road | Ganador   |
| 2011 | Mejor actor de reparto         | Take Shelter       | Nominado  |

### Tony
| Año  | Categoría              | Obra Teatral                  | Resultado |
| ---- | ---------------------- | ----------------------------- | --------- |
| 2016 | Mejor actor de reparto | Long Day's Journey Into Night | Nominado  |